# Fama (Sindo)
Pour les articles homonymes, voir Fama (homonymie).
Ne doit pas être confondu avec Fama (Koloko).
Fama est une commune rurale située dans le département de Sindo de la province de Kénédougou dans la région des Hauts-Bassins au Burkina Faso.

## Géographie
Fama se trouve à 18 km au sud de Sindo et à 7 km de la frontière malienne, que constitue la rivière Banifing.

## Santé et éducation
Le centre de soins le plus proche de Fama est le centre de santé et de promotion sociale (CSPS) de Sindo.